# Instituto Nacional de Pesquisas da Amazônia
O Instituto Nacional de Pesquisas da Amazônia (INPA) é um instituto público da administração federal brasileira criado em 1952, vinculado ao Ministério da Ciência, Tecnologia, Inovações e Comunicações. Tem por finalidade pesquisar e fornecer conhecimento científico sobre a Região Amazônica. A sede do INPA está localizada na cidade de Manaus e recebe cerca de 120 mil pessoas por ano.
A maior parte das pesquisas têm foco nos tópicos de ecologia, zoologia e botânica. Possui várias coleções com um grande número de exemplares e amostras da fauna e da flora da região Amazônica, composta por vários acervos, que foram reunidos ao longo de mais de 50 anos de inventários e pesquisas desenvolvidas pelo INPA na Amazônia. 
O herbário do INPA possui a maior coleção de plantas da Amazônia e é o quinto maior herbário brasileiro. Conta com mais de 237 mil exemplares registrados, uma coleção de mais de 25.000 foto-tipos, além de coleções associadas: Carpoteca, com cerca de 2.500 frutos e Xiloteca, representada por 10.445 amostras de madeira. Este acervo está sendo digitalizado, e mais de 450 mil imagens já estão disponíveis online, com seus respectivos dados.
Alguns projetos desenvolvidos no INPA se destacam, tais como o Biosfera-Atmosfera na Amazônia (LBA), Programa de Pesquisa em Biodiversidade (PPBio), Projeto Dinâmica Biológica de Fragmentos Florestais (PDBFF) e sete Projetos da Rede de Institutos Nacionais de Ciência e Tecnologia – INCTs.

## Histórico
Criado em 29 de outubro de 1952 e implementado em 1954, o INPA ao longo dos anos vem realizando estudos científicos do meio físico e das condições de vida da região amazônica para promover o bem-estar humano e o desenvolvimento sócio-econômico regional. Tornou-se referência mundial em Biologia Tropical.
Os primeiros anos do INPA foram caracterizados pela por pesquisas, levantamentos e inventários de fauna e de flora. Atualmente, o desafio é expandir de forma sustentável o uso dos recursos naturais da Amazônia.

## Estrutura

### Bosque da Ciência
Inaugurado em 1 de abril de 1995 pelo presidente Fernando Henrique Cardoso, como parte das comemorações do 40.º aniversário do Instituto Nacional de Pesquisas da Amazônia (INPA), o Bosque da Ciência foi fundado com o objetivo de abrir as portas do Instituto ao público.
O Bosque foi projetado e estruturado para fomentar e promover o desenvolvimento do programa de Difusão Científica e de Educação Ambiental do INPA, mantendo ao mesmo tempo a integridade física da área, preservando os aspectos da flora e fauna existentes no local.
O bosque possui uma área de aproximadamente 130 mil metros, e para tornar seu percurso mais dinâmico, foram criadas as trilhas de acesso aos atrativos que compõe o local, possibilitando ao visitante obter mais informações em relação à fauna, flora e aos ecossistemas Amazônicos existentes. Para facilitar as visitas, o Bosque da Ciência conta com o apoio do Projeto Pequenos Guias, onde jovens atuam no Bosque de terça-feira a sexta-feira realizando visitas monitoradas.

### Cursos de pós-graduação[9]
- Curso de Pós-Graduação em Agricultura no Trópico Úmido

- Programa de Pós-Graduação em Biodiversidade e Biotecnologia

- Programa de Pós-Graduação em Biologia de Água Doce e Pesca Interior
- Programa de Pós-Graduação em Botânica
- Programa de Pós-Graduação em Ciências de Florestas Tropicais
- Programa de Pós-Graduação em Clima e Ambiente
- Programa de Pós-Graduação em Ecologia
- Programa de Pós-Graduação em Entomologia
- Programa de Pós-Graduação em Genética, Conservação e Biologia Evolutiva

### Divisão de Suporte às Estações e Reservas – DISER
A Divisão de Suporte às Estações e Reservas - DISER - pertence à estrutura organizacional do INPA desde 1998 - criada através da Portaria 406/98. De modo geral, a DISER é responsável pela manutenção e gerenciamento das Reservas, Bases de Apoio, Estações Experimentais, e Flutuantes do INPA.

### Núcleos[11]
- Núcleo de Apoio à Pesquisa no Acre – NAPAC
- Núcleo de Apoio à Pesquisa no Pará – NAPPA
- Núcleo de Apoio à Pesquisa em Rondônia – NAPRO
- Núcleo de Apoio à Pesquisa em Roraima – NAPRR